# Ливадаки
Ливадаки (грч. Λιβαδάκι) је насељено место у општини Солунски Залив у периферији Средишња Македонија, Грчка. Према попису из 2021. године било је 85 становника.
Према бугарском географу и историчару, Василу Канчову, у Ливадакију је 1900. године живело 30 Грка. Током Балканских ратова село је настрадало а становништво је избегло. После 1922. године насељено је осам грчких избегличких породица из Турске, укупно 33 особа. На попису из 1928. године Ливадаки је имао 64 становника. Село се раније звало Чаир Чифлик.